# صفية عمادعلي
صفية عمادعلي (من مواليد 15 يونيو 1997) هي لاعبة كرة طائرة جزائرية. كانت جزءًا من المنتخب الوطني الجزائري للكرة الطائرة.

## روابط خارجية
- الملف الشخصي[وصلة مكسورة] في FIVB.org